# والیبال قهرمانی زیر ۲۱ سال مردان جهان
والیبال قهرمانی زیر ۲۱ سال مردان جهان معتبرترین مسابقه بین‌المللی والیبال زیر ۲۱ سال (جوانان) جهان است که توسط فدراسیون جهانی والیبال برگزار می‌شود. اولین دوره این مسابقات در سال ۱۹۷۷ در ریو دو ژانیرو برزیل برگزار شد. از سال ۲۰۰۷ تا ۲۰۱۱ این مسابقات فقط برای مردان برگزار می‌

## خلاصه نتایج
| سال         | میزبان                 | قهرمان               | نتیجه         | نایب قهرمان | سوم                  | نتیجه         | چهارم                 |
| ----------- | ---------------------- | -------------------- | ------------- | ----------- | -------------------- | ------------- | --------------------- |
| ۱۹۷۷ جزئیات | ریو دو ژانیرو          | · اتحاد جماهیر شوروی | رقابت دوره ای | · چین       | · برزیل              | رقابت دوره ای | · مکزیک               |
| ۱۹۸۱ جزئیات | کلرادو اسپرینگز        | · اتحاد جماهیر شوروی | ۰-۳           | · برزیل     | · کرهٔ جنوبی          | ۱-۳           | · چین                 |
| ۱۹۸۵ جزئیات | میلان                  | · اتحاد جماهیر شوروی | ۱-۳           | · ایتالیا   | · کوبا               | ۰-۳           | · کرهٔ جنوبی           |
| ۱۹۸۷ جزئیات | منامه                  | · کرهٔ جنوبی          | ۲-۳           | · کوبا      | · اتحاد جماهیر شوروی | ۱-۳           | · آلمان غربی          |
| ۱۹۸۹ جزئیات | آتن                    | · اتحاد جماهیر شوروی | ۱-۳           | · ژاپن      | · برزیل              | ۰-۳           | · بلغارستان           |
| ۱۹۹۱ جزئیات | قاهره                  | · بلغارستان          | ۰-۳           | · ایتالیا   | · اتحاد جماهیر شوروی | ۰-۳           | · برزیل               |
| ۱۹۹۳ جزئیات | ایالات سانتافه         | · برزیل              | ۱-۳           | · ایتالیا   | · چک                 | ۲-۳           | · آرژانتین            |
| ۱۹۹۵ جزئیات | جوهور بهرو             | · روسیه              | ۲-۳           | · برزیل     | · ایتالیا            | ۱-۳           | · فنلاند              |
| ۱۹۹۷ جزئیات | منامه                  | · لهستان             | ۱-۳           | · برزیل     | · روسیه              | ۱-۳           | · ونزوئلا             |
| ۱۹۹۹ جزئیات | اوبون راتچاتهانی       | · روسیه              | ۱-۳           | · فرانسه    | · برزیل              | ۰-۳           | · ونزوئلا             |
| ۲۰۰۱ جزئیات | وروتسواف               | · برزیل              | ۰-۳           | · روسیه     | · ونزوئلا            | ۰-۳           | · ایتالیا             |
| ۲۰۰۳ جزئیات | تهران                  | · لهستان             | ۲-۳           | · برزیل     | · بلغارستان          | ۰-۳           | · کرهٔ جنوبی           |
| ۲۰۰۵ جزئیات | ویشاکاپاتنام           | · روسیه              | ۰-۳           | · برزیل     | · کوبا               | ۰-۳           | · هلند                |
| ۲۰۰۷ جزئیات | کازابلانکا             | · برزیل              | ۰-۳           | · روسیه     | · ایران              | ۱-۳           | · ایتالیا             |
| ۲۰۰۹ جزئیات | پونا                   | · برزیل              | ۲-۳           | · کوبا      | · آرژانتین           | ۰-۳           | · هند                 |
| ۲۰۱۱ جزئیات | ریو دو ژانیرو          | · روسیه              | ۲-۳           | · آرژانتین  | · صربستان            | ۱-۳           | · ایالات متحده آمریکا |
| ۲۰۱۳ جزئیات | آنکارا / ازمیر         | · روسیه              | ۰-۳           | · برزیل     | · ایتالیا            | ۱-۳           | · فرانسه              |
| ۲۰۱۵ جزئیات | تیخوانا / مکزیک        | · روسیه              | ۲-۳           | · آرژانتین  | · چین                | ۱-۳           | · برزیل               |
| ۲۰۱۷ جزئیات | · چک                   | · لهستان             | ۰-۳           | · کوبا      | · روسیه              | ۰-۳           | · برزیل               |
| ۲۰۱۹ جزئیات | الرفاع                 | · ایران              | ۲-۳           | · ایتالیا   | · برزیل              | ۰-۳           | · روسیه               |
| ۲۰۲۱ جزئیات | کالیاری/کاربونیا/صوفیه | · ایتالیا            | ۰-۳           | · روسیه     | · لهستان             | ۰-۳           | · آرژانتین            |
| ۲۰۲۳ جزئیات | منامه                  | · ایران              | ۲-۳           | · ایتالیا   | · بلغارستان          | ۰-۳           | · آرژانتین            |

## جدول مدال
| رتبه            | کشور            | طلا | نقره | برنز | مجموع |
| --------------- | --------------- | --- | ---- | ---- | ----- |
| ۱               | روسیه           | ۱۰  | ۲    | ۴    | ۱۶    |
| ۲               | برزیل           | ۴   | ۶    | ۴    | ۱۴    |
| ۳               | لهستان          | ۳   | ۰    | ۰    | ۳     |
| ۴               | ایران           | ۲   | ۰    | ۱    | ۳     |
| ۵               | ایتالیا         | ۱   | ۵    | ۲    | ۸     |
| ۶               | بلغارستان       | ۱   | ۰    | ۲    | ۳     |
| ۷               | کرهٔ جنوبی       | ۱   | ۰    | ۱    | ۲     |
| ۸               | کوبا            | ۰   | ۳    | ۲    | ۵     |
| ۹               | آرژانتین        | ۰   | ۲    | ۱    | ۳     |
| ۱۰              | چین             | ۰   | ۱    | ۱    | ۲     |
| ۱۱              | فرانسه          | ۰   | ۱    | ۰    | ۱     |
| ۱۱              | ژاپن            | ۰   | ۱    | ۰    | ۱     |
| ۱۳              | صربستان         | ۰   | ۰    | ۱    | ۱     |
| ۱۳              | ونزوئلا         | ۰   | ۰    | ۱    | ۱     |
| ۱۳              | چک              | ۰   | ۰    | ۱    | ۱     |
| مجموع (۱۵ کشور) | مجموع (۱۵ کشور) | ۲۲  | ۲۱   | ۲۱   | ۶۴    |

Notes
1. ↑  فدراسیون بین‌المللی والیبال considers روسیه (Since 1993) as the inheritor of the records of اتحاد جماهیر شوروی سوسیالیستی (1948-1991) and کشورهای مستقل همسود (۱۹۹۲).[نیازمند منبع]
2. ↑  فدراسیون بین‌المللی والیبال considers جمهوری چک (Since 1994) as the inheritor of the records of چکسلواکی (۱۹۴۸-۱۹۹۳).[نیازمند منبع]

## باارزش‌ترین بازیکن هر دوره
| - ۹۳–۱۹۷۷ – اهداء نشد - ۱۹۹۵ – جیبا (BRA) - ۱۹۹۷ – اهداء نشد - ۱۹۹۹ – پاول آبراموف (RUS) - ۲۰۰۱ – ارناردو گومز (VEN) - ۲۰۰۳ – اهداء نشد - ۲۰۰۵ – تیاگو سوارز آلوز (BRA) | - ۲۰۰۷ – Deivid Costa (BRA) - ۲۰۰۹ – مائوریسیو بورژس سیلوا (BRA) - ۲۰۱۱ – Leonid Shchadilov (RUS) - ۲۰۱۳ – ویکتور پولتائف (RUS) - ۲۰۱۵ – Pavel Pankov (RUS) - ۲۰۱۷ – یاکوب کوخانوفسکی (POL) - ۲۰۱۹ – امیرحسین اسفندیار (IRN) - ۲۰۲۳ – امیر محمد گلزاده (IRN) |

### نتایج کامل
1. http://www.todor66.com/volleyball/World/Men_Junior_1977.html
2. http://www.todor66.com/volleyball/World/Men_Junior_1981.html
3. http://www.todor66.com/volleyball/World/Men_Junior_1985.html
4. http://www.todor66.com/volleyball/World/Men_Junior_1987.html
5. http://www.todor66.com/volleyball/World/Men_Junior_1989.html
6. http://www.todor66.com/volleyball/World/Men_Junior_1991.html
7. http://www.todor66.com/volleyball/World/Men_Junior_1993.html
8. http://www.todor66.com/volleyball/World/Men_Junior_1995.html
9. http://www.todor66.com/volleyball/World/Men_Junior_1997.html
10. http://www.todor66.com/volleyball/World/Men_Junior_1999.html
11. http://www.todor66.com/volleyball/World/Men_Junior_2001.html
12. http://www.todor66.com/volleyball/World/Men_Junior_2003.html
13. http://www.todor66.com/volleyball/World/Men_Junior_2005.html
14. http://www.todor66.com/volleyball/World/Men_Junior_2007.html
15. http://www.todor66.com/volleyball/World/Men_Junior_2009.html
16. http://www.todor66.com/volleyball/World/Men_Junior_2011.html
17. http://www.todor66.com/volleyball/World/Men_Junior_2013.html
18. http://www.todor66.com/volleyball/World/Men_Junior_2015.html
19. http://www.todor66.com/volleyball/World/Men_Junior_2017.html
20. http://www.todor66.com/volleyball/World/Men_Junior_2019.html
21. http://www.todor66.com/volleyball/World/Men_Junior_2021.html
22. http://www.todor66.com/volleyball/World/Men_Junior_2023.html